# Teorema de Cauchy (teoría de grupos)
En teoría de grupos, una rama de las matemáticas, el teorema de Cauchy afirma que si G es un grupo finito y p es un número primo que divide su número de elementos, entonces existe un elemento de G de orden p (es decir, que operado consigo mismo p veces da la identidad y para ningún número menor que p se satisface esto mismo). Es decir, existe un x en G tal que p es el menor número natural mayor que cero que satisface que xp = e, donde e es el elemento neutro de G. El resultado recibe su nombre de Augustin Louis Cauchy, que lo descubrió en 1845.
El teorema es casi el recíproco del teorema de Lagrange, que afirma que el número de elementos de cualquier subgrupo de un grupo finito G divide al cardinal (número de elementos) de G. En particular, el orden de cada elemento de G es el cardinal del subgrupo que genera y, por tanto, debe dividir al cardinal de G. La pregunta natural ahora es si el recíproco es cierto: para cualquier divisor del cardinal de G existe un elemento de ese orden? En general, la respuesta es negativa, pero el teorema de Cauchy afirma que para cualquier divisor primo del cardinal de G sí que hay un elemento de G de ese orden.
Por otro lado, el teorema de Cauchy es un caso particular de los teoremas de Sylow, que afirma que si pn es la mayor potencia de un primo p que divide al cardinal de G, entonces G tiene un subgrupo de pn elementos. Usando que todo p-grupo (un grupo de una potencia de un número primo elementos) es resoluble se puede demostrar que G tiene subgrupos de pr elementos para todo r menor o igual que n. En particular, tiene un subgrupo de p elementos y, como todo grupo de cardinal primo es cíclico, tiene un generador, que será un elemento de orden p, como afirma el teorema de Cauchy.
El matemático francés Augustin Louis Cauchy publicó este famoso teorema de grupos finitos en un artículo titulado «Sur le nombre de valeurs égale ou inégales que peut acquérir une fonction de n variables indépendantes, quand on permute ces variables entre elles d'une manière quelconque» [Sobre el número de valores iguales o desiguales que puede adquirir una función de n variables independientes, cuando se permuta estas variables entre ellas de una manera cualquiera].

## Enunciado y demostración
La versión general del resultado se suele demostrar por inducción fuerte sobre el cardinal de G y usando la ecuación de clases, aunque si el grupo es abeliano se pueden hacer demostraciones más elementales.
| Teorema de Cauchy Sea {\displaystyle G} un grupo finito y {\displaystyle p} un número primo. Si {\displaystyle p} divide al cardinal de {\displaystyle G}, entonces {\displaystyle G} tiene un elemento de orden {\displaystyle p}. |

### Demostración
Empezamos demostrando el teorema si {\displaystyle G} es abeliano y después deduciremos el caso general por la ecuación de clases. Ambas demostraciones se hacen por inducción fuerte sobre {\displaystyle n=\vert G\vert }, con caso base {\displaystyle n=p}. 
Si {\displaystyle \vert G\vert =p} es un número primo, sabemos que {\displaystyle G} es cíclico y tiene entonces un generador, que tendrá orden {\displaystyle p} (de hecho cualquier elemento distinto del neutro tiene orden {\displaystyle p}). Tenemos pues el caso base de la inducción demostrado en ambos casos.
Supongamos primero que {\displaystyle G} es abeliano y que, por hipótesis, {\displaystyle p} divide a {\displaystyle n=\vert G\vert }. Sea {\displaystyle a\in G} distinto del elemento neutro (podemos porque {\displaystyle \vert G\vert \geq 2} al ser divisible por un número primo) y consideremos {\displaystyle H=\langle a\rangle } el grupo cíclico generado por {\displaystyle a}. Distinguimos dos casos. Si {\displaystyle p} divide a {\displaystyle \vert H\vert }, podemos considerar el elemento {\displaystyle a^{\vert H\vert /p}\in H}, que tiene orden {\displaystyle p}, como queríamos. Si {\displaystyle p} no divide a {\displaystyle \vert H\vert }, denotamos por {\displaystyle [G:H]} el índice de {\displaystyle H}. Entonces, como {\displaystyle \vert G\vert =\vert H\vert [G:H]} y {\displaystyle p} es un número primo que divide a {\displaystyle \vert G\vert } pero no a {\displaystyle \vert H\vert }, debe dividir a {\displaystyle [G:H]}, que es el cardinal del grupo cociente {\displaystyle G/H} (que está bien definido inmediatamente porque {\displaystyle G} es abeliano). Como {\displaystyle a\neq e}, tenemos que {\displaystyle \vert H\vert =\vert \langle a\rangle \vert =\operatorname {ord} (a)>1} y entonces, como {\displaystyle \vert G\vert =\vert H\vert [G:H]}, resulta que {\displaystyle \vert G/H\vert =[G:H]<\vert G\vert }. Por inducción fuerte, {\displaystyle G/H} tiene un elemento de orden {\displaystyle p}. Este elemento es la clase {\displaystyle xH} de cierto elemento {\displaystyle x} de {\displaystyle G}. Si {\displaystyle m} es el orden de {\displaystyle x} en {\displaystyle G}, tenemos que {\displaystyle (xH)^{m}=x^{m}H=eH} en {\displaystyle G/H}. Como {\displaystyle xH} tiene orden {\displaystyle p}, tenemos que {\displaystyle p} divide a {\displaystyle m}. Y ahora {\displaystyle x^{m/p}\in G} es un elemento de orden {\displaystyle p}, como queríamos.
Veamos ahora el caso general, que resolveremos por inducción fuerte y reduciéndolo al caso abeliano. Sea pues {\displaystyle Z} el centro de {\displaystyle G}, que es un grupo abeliano. La ecuación de clases nos dice que 
{\displaystyle (*)\quad \quad |G|=|Z|+\sum _{i=1}^{r}[G:C_{G}(g_{i})]},
donde {\displaystyle g_{1},\dots ,g_{r}} es un conjunto de representantes de las clases de conjugación de {\displaystyle G} de más de un elemento (es decir, {\displaystyle [G:C_{G}(g_{i})]>1}) y {\displaystyle C_{G}(g_{i})} representa el centralizador de {\displaystyle g_{i}}. 
Distinguimos ahora dos casos. Si {\displaystyle p} divide al cardinal de {\displaystyle Z}, como {\displaystyle Z} es abeliano, ya hemos visto que tiene un elemento de orden {\displaystyle p}. Como {\displaystyle Z\subseteq G}, de hecho hemos encontrado un elemento de {\displaystyle G} de orden {\displaystyle p}. Si por el contrario {\displaystyle p} no divide al cardinal de {\displaystyle Z}, entonces, como sí que divide al de {\displaystyle G}, por {\displaystyle (*)}, tiene que existir un {\displaystyle i} tal que {\displaystyle p} no divide a {\displaystyle [G:C_{G}(g_{i})]={\frac {\vert G\vert }{\vert C_{G}(g_{i})\vert }}} (si no, despejando {\displaystyle \vert Z\vert }, tendríamos que {\displaystyle p} lo tendría que dividir). Ahora, como {\displaystyle p} sí que divide al cardinal de {\displaystyle G}, tiene que dividir a {\displaystyle \vert C_{G}(g_{i})\vert }. Por otro lado, como {\displaystyle {\frac {\vert G\vert }{\vert C_{G}(g_{i})\vert }}=[G:C_{G}(g_{i})]>1}, tenemos que {\displaystyle \vert C_{G}(g_{i})\vert <\vert G\vert }. Por inducción fuerte, {\displaystyle C_{G}(g_{i})\subseteq G} tiene un elemento de orden {\displaystyle p}, y hemos encontrado igualmente un elemento de {\displaystyle G} de orden {\displaystyle p}. {\displaystyle \quad \square }